# Johann Christian Süß
Johann Christian Süß (* 21. November 1923 in Hüttenheim (Duisburg); † 11. Mai 1945 in Flensburg) war ein deutscher Marinesoldat. Süß war eines der letzten Opfer der nationalsozialistischen Marinejustiz. Er wurde wenige Tage nach der bedingungslosen Kapitulation durch die Wehrmacht nach deutschem Kriegsrecht zum Tode verurteilt und hingerichtet.
Süß war als Schlossergeselle Maschinengefreiter auf einem Kriegsschiff. Süß’ Vater, der Bergmann Johann Süß († 1960) war bereits 1943 vom Kommandanten seines Sohnes aufgefordert worden, erzieherisch auf den disziplinlosen Sohn einzuwirken, da diesem bereits zahlreiche Strafen auferlegt worden waren. Am 7. Mai 1945 ließ Süß sich zu einer abfälligen Bemerkung hinreißen, als er den Befehl zum Anheizen eines Kriegsschiffes bekam, führte den Befehl aber aus. Zwei Tage später verweigerte er einem Obermaat die Ehrenbezeugung und verließ den Raum in unmilitärischer Haltung. Einen Tag später wurde er wegen „Untergrabung der Manneszucht“ zum Tode verurteilt.
In einem Gnadengesuch schrieb er von seinen vier Brüdern, die allesamt entweder gefallen oder vermisst waren, und seiner schwangeren Frau. Vizeadmiral Bernhard Rogge lehnte das Gesuch ab und Johann Süß wurde am 11. Mai um 6:55 Uhr auf dem Schießstand Twedter Feld in Flensburg im Sonderbereich Mürwik hingerichtet und an Ort und Stelle verscharrt. Das am 4. Mai 1945 erlassene Dekret der Briten, nach dem jedes Todesurteil von ihnen hätte gebilligt werden müssen, war Rogge angeblich nicht bekannt. Die Eltern Süß’ wurden nicht benachrichtigt.
Johann Christian Süß war wohl der letzte unmittelbar beim Sonderbereich Mürwik hingerichtete Soldat. Das Oberkommando der Kriegsmarine in Meierwik (im Sonderbereich Mürwik) bestätigte aber noch bis zum 15. Mai 1945 Todesurteile im norddeutschen Raum und Norwegen mit der anschließenden Forderung, sie zu vollstrecken. Erst am besagten Tag gab das Oberkommando bekannt, dass Todesurteile, Körperstrafen sowie lediglicher deutscher Waffeneinsatz auf Grund einer Verfügung der britischen Besatzungsmacht verboten seien. Danach glaubten einzelne Wehrmachtsangehörige im Angelner Hinterland aber noch, dass sie mittels Erschießungen die „Marinezucht“ weiterhin aufrechterhalten müssten. Vom 22. Mai ist noch die Erschießung von Hugo Standte durch Marineangehörige bei Grundhof bekannt. Die formelle Auflösung der Marinekriegsgerichte in Schleswig-Holstein erfolgte schließlich am 31. Mai 1945.
Das Standesamt Flensburg erfuhr Anfang 1952 zufällig, dass in Mürwik die Leichen von hingerichteten deutschen Soldaten lagen. Daraufhin wurde Süß exhumiert und auf dem Friedhof Friedenshügel zusammen mit den wenige Tage vor ihm hingerichteten Hauptgefreiten Karl-Heinz Freudenthal, Günther Kaellander und Willi Albrecht beigesetzt. Nach der Beisetzung unterrichtete das Standesamt die Deutsche Dienststelle (WASt), die wiederum im Dezember 1952 die Eltern von Johann Süß über die Hinrichtung ihres Sohnes informierten.
Als bei einer Routine-Kontrolle der Berliner Wehrmacht-Abwicklungsstelle im Dezember 1964 das Datum der Hinrichtung auffiel, wurde die Akte von Johann Süß an die Zentralstelle zur Verfolgung von NS-Verbrechen in Ludwigsburg übergeben. Von dort wurde die Staatsanwaltschaft Flensburg eingeschaltet, die 1965 ein Ermittlungsverfahren gegen Rogge einleitete. Rogge berief sich auf seine Aufgabe, „Disziplin und Ordnung“ zu wahren, und auf die „Vermeidung von militärischen Auflösungserscheinungen“. Das Verfahren gegen ihn wurde letztendlich eingestellt.